# La Chapelotte
La Chapelotte è un comune francese di 185 abitanti situato nel dipartimento del Cher, nella regione del Centro-Valle della Loira.

## Società

### Evoluzione demografica
Abitanti censiti